# Dalabladet (1918)
Dalabladet var en dagstidning utgiven av Bondeförbundet i Dalarna från 14 december 1917 till 8 september 1924. Tidningen startade med två provnummer den 14 och 21 december 1917. Tidningens fullständiga titel var Dala-Bladet / Länsorgan för Bondeförbundet .

## Redaktion och utgivning
| Period                 | Ansvarig utgivare         | Period                 | Redaktör        |
| 1917-12-28--1918-12-08 | Larsson, Anders Johan     | 1917-12-14--1918-12-13 | Larsson, John   |
| 1918-12-09--1924-09-08 | Kjellman, James Ferdinand | 1918-12-16--1924-09-08 | Kjellman, James |

Tidningen kom ut tre dagar i veckan måndag onsdag och fredag hela utgivningstiden. Den politiska tendensen var för bondeförbundet enligt SVAT. Redaktionsort var hela tiden Falun.

## Förlag och tryckning
Förlaget hette Tidnings- och tryckeriaktiebolaget Dalaförbundet i Falun hela utgivningen. Bolaget trädde i likvidation 1925. (Källa SA 1925, sp. 1220)
Delar av tidningen Dalabladet grundad 1906 och dess tryckeri köptes av länets Bondeförbund 1918 enligt tidningen den 2 januari 1918, sedan Aktiebolaget Dala-Bladet trätt i likvidation 1918. Andra delar blev Sätera Tidning. Tryckeriet hette först Aktiebolaget Dalabladets tryckeri i Falun från 14 december 1917 till 16 december 1918. Sedan bytte det namn till Tidnings- och tryckeriaktiebolaget Dalaförbundet i Falun från 18 december 1918 till 8 september 1924. Tryckeriutrustning byttes 1921till en ny press enligt tidningen 28 oktober 1921.Tidningen trycktes bara i svart färg med antikva som typsnitt. Satsytan var hela tiden stora tidningsformat typ broadsheet. Sista utgivningsdagen 8 september 1924 utkom ett A4-blad med satsyta 24x18.Sidantalet var 4-8 mer än 4 från januari 2022.. Upplaga var 3000 exemplar under 1923. Det var prenumeranter enligt tidningen 26 november 1923.Pris för tidningen var mellan 5 och 9 kronor helåret med 1921 so det dyraste året och 1918 billigast.